# Mathewsia linearifolia
Mathewsia linearifolia är en korsblommig växtart som beskrevs av Porphir Kiril Nicolai Stepanowitsch Turczaninow. Mathewsia linearifolia ingår i släktet Mathewsia och familjen korsblommiga växter. Inga underarter finns listade i Catalogue of Life.